# Parafia Wniebowzięcia Maryi Panny w Michałkowicach
Parafia Wniebowzięcia Maryi Panny w Michałkowicach – parafia rzymskokatolicka znajdująca się w Ostrawie, w dzielnicy Michałkowice, w kraju morawsko-śląskim w Czechach. Należy do dekanatu Ostrawa diecezji ostrawsko-opawskiej.

## Historia
Parafia została erygowana w 1903 przy nowo wybudowanym kościele w stylu neoromańskim. Podległa była dekanatowi karwińskiemu w wikariacie generalnym austriackiej części diecezji wrocławskiej.
Po I wojnie światowej Michałkowice znalazły się w granicach Czechosłowacji, wciąż jednak podległe były diecezji wrocławskiej, pod zarządem specjalnie do tego powołanej instytucji zwanej: Knížebiskupský komisariát niský a těšínský. W 1928 parafia została przepisana do nowo utworzonego dekanatu śląsko-ostrawskiego, a w 1939 jako jedna z 17 parafii archidiecezji wrocławskiej pozostała w granicach Protektoratu Czech i Moraw. W 1947 obszar ten wyjęto ostatecznie spod władzy biskupów wrocławskich i utworzono Apostolską Administraturę w Czeskim Cieszynie, podległą Watykanowi. W 1978 obszar Administratury podporządkowany został archidiecezji ołomunieckiej. W 1996 wydzielono z archidiecezji ołomunieckiej nową diecezję ostrawsko-opawską.